# 藤原宗輔
藤原 宗輔（ふじわら の むねすけ）は、平安時代後期の公卿。藤原北家中御門家（松木家）の祖、権大納言・藤原宗俊の子。官位は従一位・太政大臣。堀河または京極と号する。「蜂飼大臣（はちかいおとど）」の異名で『今鏡』『十訓抄』にも登場する。

## 経歴
漢籍や有職故実に通じ、音楽に秀で、かつ控えめな人物であったが、非常な健脚であり、そのほか個性的な逸話を数多く残した。
嘉保2年（1096年）、まだ五位蔵人という低い官職の時に父・宗俊が死去、さらに側近として仕え主君であり笛を通じた友人でもあった堀河天皇が早世するなどの不幸もあり、昇進が遅れ46歳でようやく参議として公卿に列した。大治3年（1129年）の除目では、宗輔が外戚の伯父である源師頼の任官された職務を誤って書き写した公文書を作成してしまい、除目のやり直しが行われた。
平素からあまり政治に口出しすることはなく、趣味の世界に没頭していく。音楽においては、笛や琵琶・箏に秀でており、当人も「死ぬのは怖くないが、笛が吹けなくなるのが困る」と語った。また、娘・若御前も父に勝るとも劣らない才能を持ち（「若御前」とは、鳥羽法皇が彼女の曲を聞くために男装をさせて院の御所に上げさせた事に由来している）、後に当代随一の音楽家として名を残した藤原師長（頼長の子、後の太政大臣）もこの親子から箏を習った。
もう一つの趣味は自然への親しみであった。公家が自ら草花を育てる事は考えられなかったが、宗輔は自ら菊や牡丹を育てて、藤原頼長や鳥羽上皇ら親しい人々に献上している。何よりも人々を驚かせたのは蜂を飼いならしていたと言う話である。当時の日本にも養蜂は伝わっていたとはいえ、『古事談』ではそれを「無益な事」と人々から嘲笑されていたが、宮廷に蜂が大発生した際に宗輔だけが冷静に蜂の好物である枇杷を差し出したところ、蜂はその蜜を吸って大人しくなったと伝え、『十訓抄』では飼っている蜂の一匹一匹に名前を付けては自由に飼い慣らして、気に入らない人間を蜂に命じて刺させたとしている。
宗輔が権中納言であった56歳の時に、関白・藤原忠実の子で僅か13歳の頼長が同僚となった。43歳と親子以上の年齢差があった二人であったが、才気に溢れて敵が多かった頼長に対して、宗輔は年長者として接し、頼長も宗輔に対して敬意を払った。この信頼関係は頼長が大臣に昇進した後も続き、頼長はしばしば宗輔と政治的な相談をしたり、子・師長への音楽の教授を依頼するなどの繋がりを深めた。頼長から見れば宗輔は高齢になってもなお職務を忠実にこなしている模範となる人物であり、大臣に昇進させないのはおかしい事であると鳥羽法皇らに度々奏上したが、頼長存命の間には実現しなかった。なお、久安5年（1149年）藤原氏として初めて、淳和院別当に任じられている。
保元元年（1156年）、保元の乱によって頼長が討たれると、頼長側近の貴族らは宮廷から追放された。だが、その筆頭であった大納言宗輔には何の処分も下らなかった。既に宗輔は80歳の高齢であり、このような老人が反乱の企てに参加出来る訳が無いと、後白河天皇らから思われたからだと言われている。その数ヵ月後、頼長死亡に伴う人事異動によって右大臣に任命された（これは平安時代を通じて大臣初任の最高齢記録である）。そして翌年には遂に太政官の最高位である太政大臣へと昇進する。
宗輔の太政大臣時代には後白河上皇と二条天皇の確執、院近臣間の対立など事態は激動し、やがて平治の乱が発生する。宗輔はその健脚を駆使して難局を乗り切り、84歳で引退するまで長い政治生活を送った。
『堤中納言物語』に登場する「虫愛づる姫君」のモデルは宗輔・若御前父娘であるとされる。

## 系譜
- 父：藤原宗俊
- 母：源俊房の娘
- 正室：備後守橘俊基の娘
  - 男子：藤原俊通（1128-?）
- 妻：藤原宗忠の娘
- 生母不明の子女
  - 男子：藤原俊基
  - 男子：藤原俊成
  - 男子：宗延
  - 男子：宗実
  - 男子：覚珠
  - 男子：宗信
  - 男子：宗恵
  - 女子：若御前